# مسجد عیسی بیگ

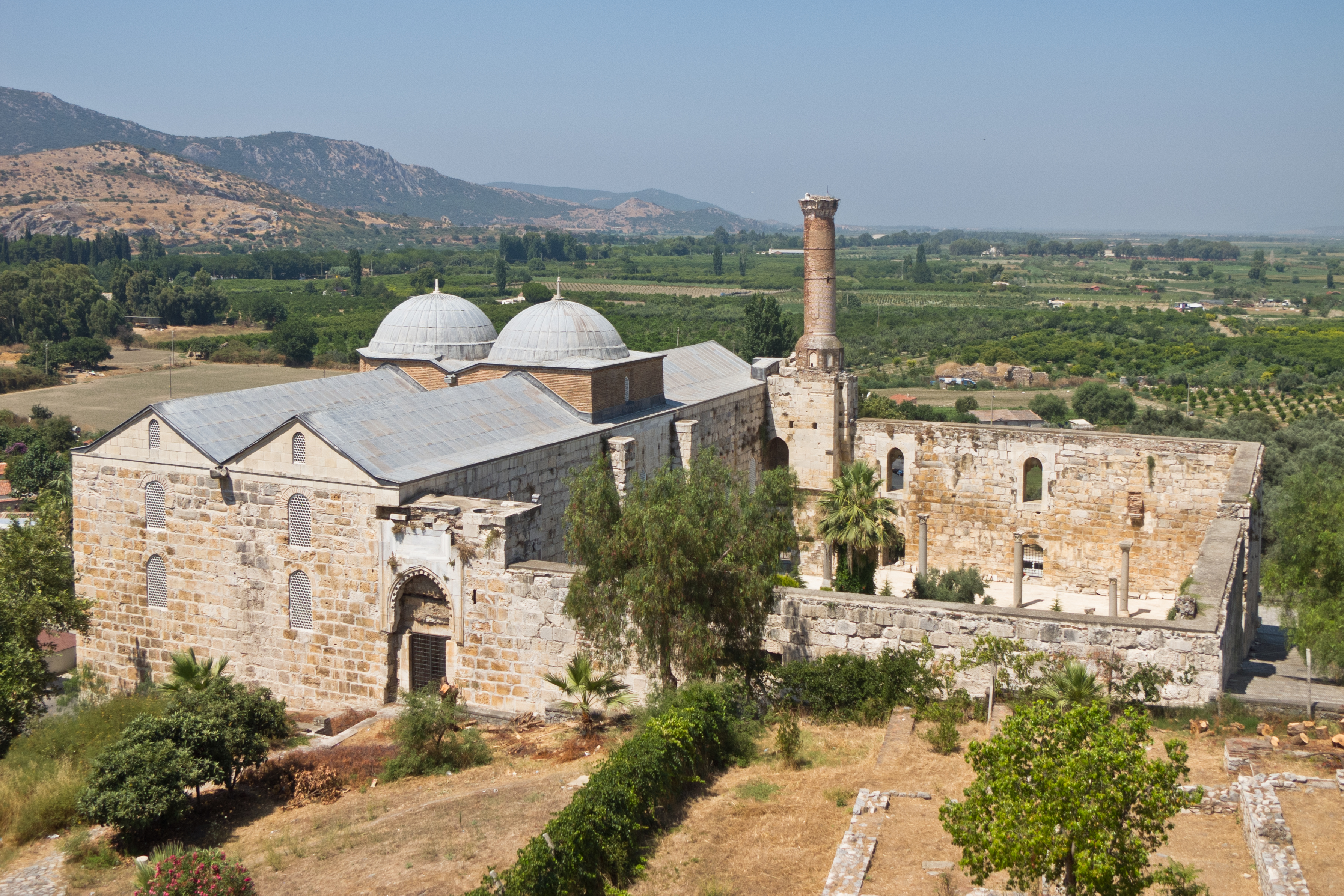
مسجد عیسی بیگ

مسجد عیسی بیگ (به ترکی استانبولی: İsabey Camii) واقع در ازمیر ترکیه، متعلق به دوران سلجوقیان در سال ۱۳۷۵ میلادی به دستور آیدین اوغلو عیسی بیگ ساخته شده‌است.
از منظر معماری، در این مسجد نشانه‌های گذر از دوران سلجوقی به عثمانی دیده می‌شود.

## نگارخانه

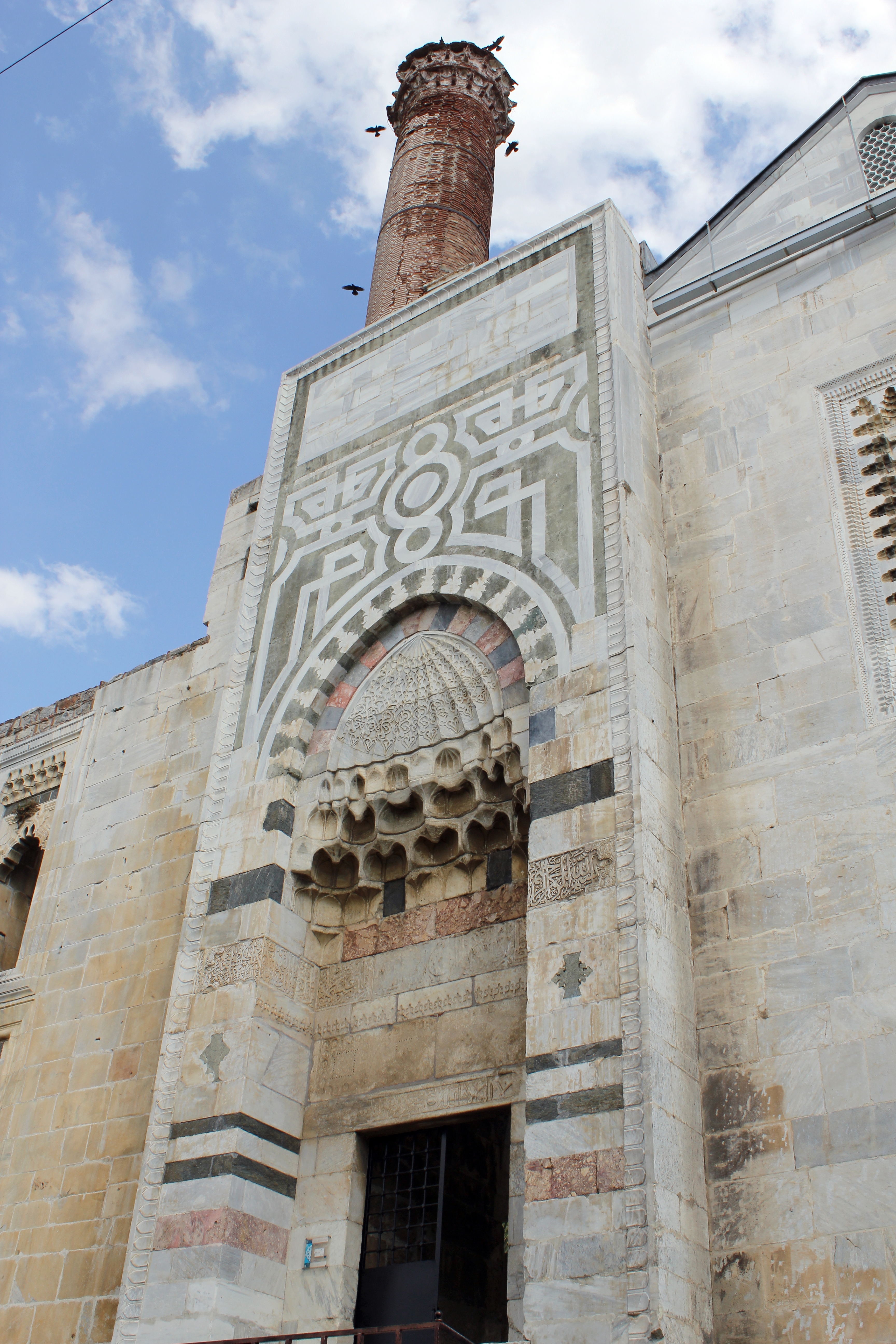
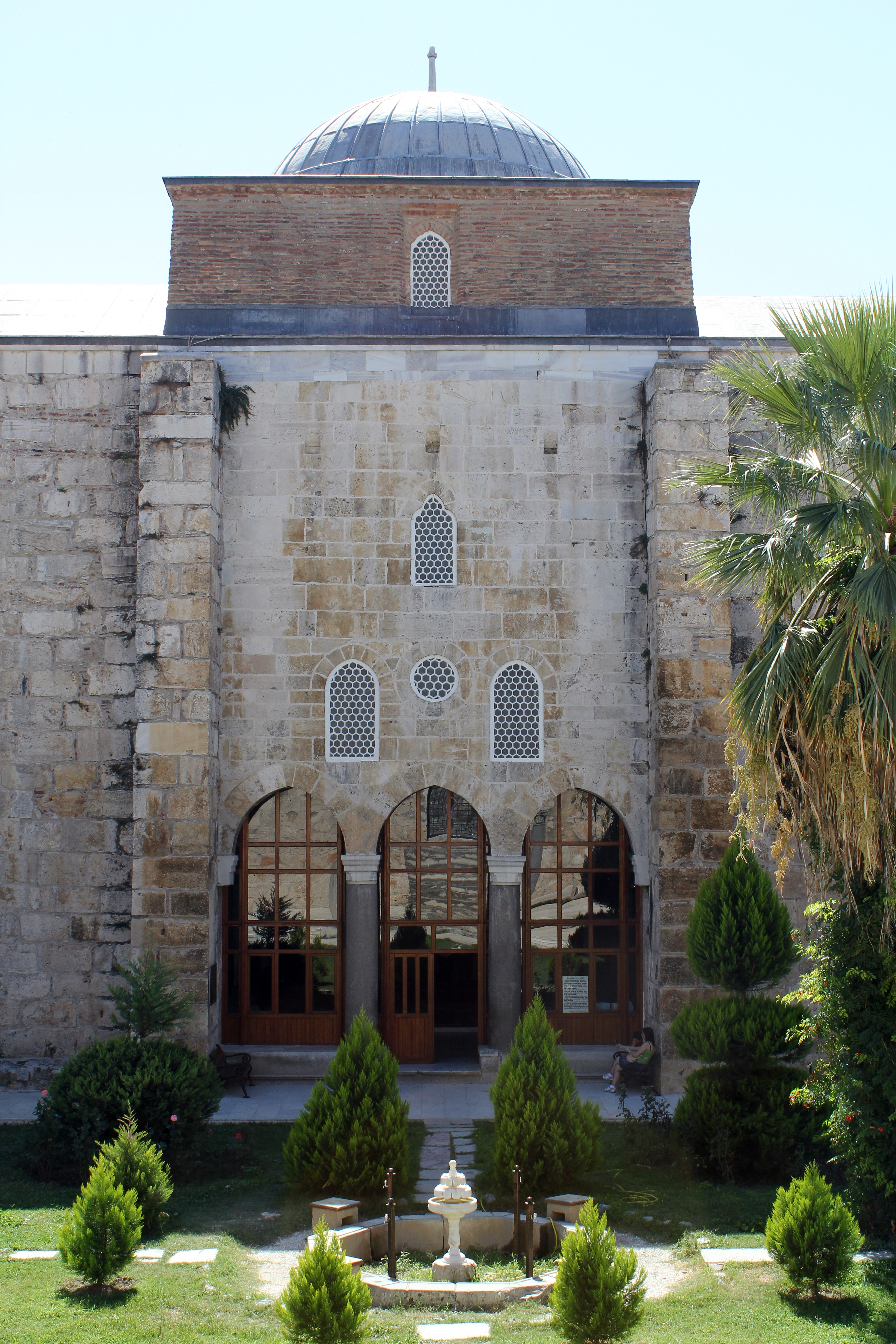
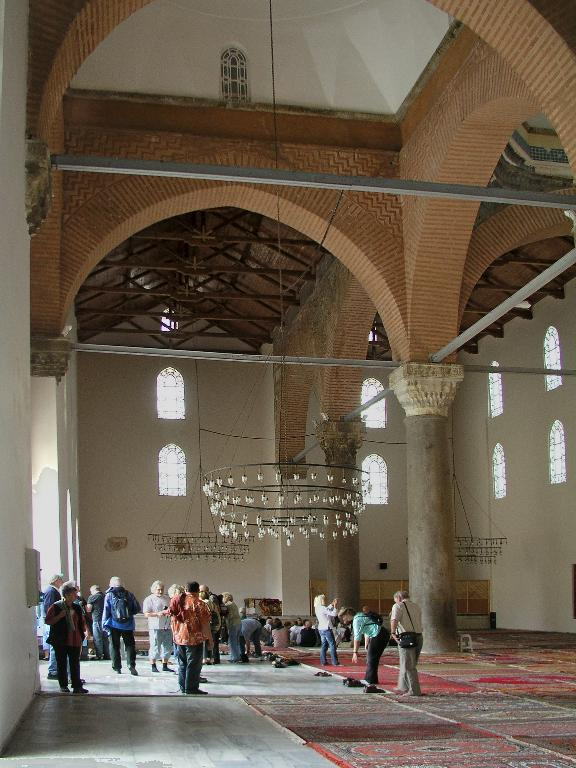